# Pahneh Kolā-ye Jonūbī
Pahneh Kolā-ye Jonūbī (persiska: پَهنِه كُلای جُنوبی, پَهنِه كَلا, پَهنِه كُلا) är en ort i Iran.   Den ligger i provinsen Mazandaran, i den norra delen av landet, 170 km nordost om huvudstaden Teheran. Pahneh Kolā-ye Jonūbī ligger 174 meter över havet och antalet invånare är 446.
Terrängen runt Pahneh Kolā-ye Jonūbī är kuperad. Runt Pahneh Kolā-ye Jonūbī är det ganska tätbefolkat, med 111 invånare per kvadratkilometer. Närmaste större samhälle är Sari, 12,3 km norr om Pahneh Kolā-ye Jonūbī. I omgivningarna runt Pahneh Kolā-ye Jonūbī växer huvudsakligen savannskog.